# Административный арест
Административный арест — вид административного наказания в России и ряде других стран, заключающийся в содержании лица, совершившего административное правонарушение, в условиях изоляции от общества. В большинстве случаев наказание ограничивается двухнедельным сроком, что составляет стандарт для административных правонарушений
Административный арест назначается только в судебном порядке и лишь за наиболее тяжкие проступки (злостное неповиновение законному распоряжению или требованию работника милиции либо полиции, военнослужащего, мелкое хулиганство, мелкая кража, публичная демонстрация запрещённой символики и т. п.) тогда, когда по обстоятельствам дела применение иных мер наказания (штрафа или обязательных работ) недостаточно. Его отбывают в спецприёмниках МВД.
Не применяется к беременным женщинам, лицам, не достигшим 18 лет, женщинам, имеющим детей в возрасте до 14 лет, инвалидам первой и второй групп, военнослужащим, гражданам, призванным на военные сборы, депутатам Государственной Думы и членам Совета Федерации, а также к имеющим специальные звания сотрудникам Следственного комитета Российской Федерации, органов внутренних дел, органов и учреждений уголовно-исполнительной системы, органов принудительного исполнения Российской Федерации, войск национальной гвардии Российской Федерации, Государственной противопожарной службы и таможенных органов. Для помещения депутатов региональных парламентов под административный арест требуется согласие самого органа. Максимальный срок такого ареста в России — 30 суток (например, ч.8 ст.20.2 КоАП РФ), в него засчитывается срок административного задержания. В это время заработная плата не выплачивается, но арест не является основанием для увольнения, а также не приводит к наличию судимости.
В 2004 году Конституционный суд РФ счёл не противоречащим Конституции то, что порядок отбывания административного ареста определялся правительством, вопреки мнению Уполномоченного по правам человека, в 2007 году Верховный суд запретил заочные административные аресты.
Административный арест регламентируется Кодексом об административных правонарушениях РФ.

## В произведениях культуры
- Операция «Ы» и другие приключения Шурика — сюжет первой новеллы «Напарник» разворачивается вокруг административно арестованного на 15 суток алкоголика и хулигана Феди (роль исполнил Алексей Смирнов).